# Isaac Haas
Isaac Haas (Birmingham, Alabama, 2 de octubre de 1994) es un baloncestista estadounidense que pertenece a la plantilla de los Beijing Royal Fighters de la NBA G League. Con 2,18 metros de estatura, juega en la posición de pívot.

## Trayectoria deportiva

### Universidad
Jugó cuatro temporadas con los Boilermakers de la Universidad Purdue, en las que promedió 11,2 puntos y 4,6 rebotes por partido. En su última temporada fue incluido por los entrenadores y la prensa especializada en el tercer mejor quinteto de la Big Ten Conference.

#### Estadísticas
| Año    | Equipo  | PJ | %TC  | %3P  | %TL  | RPP | APP | ROB | TPP | PPP  |
| ------ | ------- | -- | ---- | ---- | ---- | --- | --- | --- | --- | ---- |
| Purdue | 2014–15 | 34 | 14.6 | .535 | .713 | 4.1 | 0.3 | 0.1 | 0.7 | 7.6  |
| Purdue | 2015–16 | 35 | 14.3 | .594 | .713 | 3.7 | 0.5 | 0.1 | 0.8 | 9.8  |
| Purdue | 2016–17 | 35 | 19.5 | .587 | .781 | 5.0 | 0.6 | 0.3 | 0.7 | 12.6 |
| Purdue | 2017–18 | 25 | 22.4 | .615 | .781 | 5.7 | 0.8 | 0.2 | 1.3 | 14.5 |

### Profesional
Tras no ser elegido en el Draft de la NBA de 2018, disputó las Ligas de Verano de la NBA con los Utah Jazz, promediando 3,0 puntos y 3,8 rebotes en cinco partidos. Tras ser cortado por los Jazz en octubre, firmó con su filial de la G League, los Salt Lake City Stars.
[actualizar]